# Hassan Moawad
Hassan Sayed Moawad (in arabo حسن سيد معوض‎?; Il Cairo, ... – dicembre 2007) è stato un cestista egiziano.

## Carriera
Con l'Egitto ha disputato i Campionati europei del 1947 e i Giochi olimpici di Londra 1948.